# Pedipalparaneus seldeni
Genre
Espèce
Pedipalparaneus seldeni, unique représentant du genre Pedipalparaneus, est une espèce éteinte d'araignées aranéomorphes de la famille des Mongolarachnidae.

## Distribution
Cette espèce a été découverte dans de l'ambre de Birmanie. Elle date du Crétacé.

## Étymologie
Cette espèce est nommée en l'honneur de Paul A. Selden.

## Publication originale
- (en) Jörg Wunderlich, « On the evolution and the classification of spiders, the Mesozoic spider faunas, and descriptions of new Cretaceous taxa mainly in amber from Burmese (Burma) (Arachnida: Araneae) », Beiträge zur Araneologie, vol. 9, 2015, p. 21–408.